# Carlo Arrigoni
Carlo Arrigoni   (6 de desembre de 1697 - 19 d'agost de 1744) va ser un compositor i músic italià que va estar actiu a diversos països durant la primera meitat del segle XVIII.

## Biografia
Poc se sap dels seus primers anys o l'educació musical d'Arrigoni. El seu primer oratori va ser interpretat a la seva ciutat natal l'any 1719 i va ser seguit per Il Pentimento d'Accabo (El penediment d'Accabo, 1722), escenari per a cinc veus d'un poema del seu parent, mossèn Crisostomo Arrigoni. La seva òpera La Vedova (La vídua) també es va representar aquell mateix any a Foligno. La següent menció d'Arrigoni és a Brussel·les, llavors part dels Països Baixos austríacs, on es va representar Il Pentimento d'Accabo l'any 1728. A principis de la dècada de 1730 treballava a l'Acadèmia de Música de Dublín, després es va traslladar a Londres el 1732. Allà va publicar cantates de cambra dedicades a la reina anglesa, Carolina d'Ansbach, i va compartir la vida musical de la capital fins al 1736.
L'abril de 1733 Arrigoni va interpretar el seu propi concert per a llaüt i després es va associar amb l'Òpera de la Noblesa, creada en oposició a Händel. Les representacions allà de la seva òpera Fernando li van valer la inclusió al fullet satíric de John Arbuthnot, Harmony in an Uproar (datat el 1733). "Això pren la forma d'un pastitx de l'òpera d'Arrigoni sota el nom de "El rei d'Aragó". Arrigoni es va destacar no només com a intèrpret de llaüt i clavicèmbal, sinó també com a cantant, i finalment va ser reclutat per participar-hi, a les produccions de Händel Durant l'any 1736 se'l registra com a llaüt a l'estrena de l'obra coral Alexander's Feast i al seu concert per a llaüt (opus 4.6), a més d'actuar com a tenor solista a la cantata Cecilia, volgi un sguardo.
Des de Londres, Arrigoni es va traslladar a Viena durant dos anys, on va produir diverses cantates i el seu oratori, Ester (1738). Al seu retorn a Florència va ser nomenat compositor de Francesc II, Gran Duc de Toscana. Les seves òperes Sibace i Scipione nelle Spagne es van representar el 1739. La segona d'elles va ser un escenari del mateix llibret que l'òpera homònima de 1726 de Händel. El 1743 es va interpretar un escenari d'un altre poema de Crisostomo Arrigoni en un concert sagrat. Arrigoni també va escriure música instrumental. Les seves sonates de cambra tenen ara un seguiment creixent i agraït. Va morir a Florència.

## Obres seleccionades
- Fernando (atribuït erròniament per Burney a Porpora) Òpera de la noblesa, Londres 1733–34.[6]